# Sally Ride
Sally Kristen Ride (Los Angeles, Kalifornia, 1951. május 26. – La Jolla, Kalifornia, 2012. július 23.) az első amerikai űrhajósnő, asztrofizikus.
Valentyina Vlagyimirovna Tyereskova és Szvetlana Jevgenyjevna Szavickaja után a világ harmadik női űrhajósa. 32 évesen korának legfiatalabb asztronautájaként, az első amerikai nőként járt a világűrben. Az első nő, aki használta az űrrepülőgép Canadarm (SRM) manipulátor-karját.

## Életpálya
1973-ban a Bachelor of Arts keretében fizikából szerzett oklevelet. 1975-ben a Stanford Egyetemen  doktorált, majd 1978-ban megvédte doktorátusát. Eredetileg profi teniszjátékosnak készült, edzője a híres Billie Jean King volt, ám amikor utolsó éves volt az egyetemen, meglátott egy újságcikket, amelyben a NASA női fizikusokat keresett, így az űrhajós pálya felé fordult.
A NASA hirdetésére 8000 ember jelentkezett, akik közül felkészítésre kiválasztották az első öt nőt. 1978. január 16-ától a Lyndon B. Johnson Űrközpontban részesült űrhajóskiképzésben. Kiképzett űrhajósként tagja volt az STS–2 és STS–3 támogató (tanácsadó, problémamegoldó) csapatának.  Segített az amerikai űrrepülőgép robotkarjának a kivitelezésében. Két űrszolgálata alatt összesen 14 napot, 07 órát és 46 percet (343 óra) töltött a világűrben. Tagja volt a Challenger űrrepülőgép katasztrófáját vizsgáló csapatnak. Űrhajós pályafutását 1987. augusztus 15-én fejezte be.
1987-től a Stanford Egyetemen dolgozott. 1989-ben fizikaprofesszor lett a San Diegó-i Kaliforniai Egyetemen, illetve kinevezték a Kaliforniai Űrintézet igazgatójának. 2001-től a Sally Ride Science nevű, tudományos ismeretterjesztő anyagokat készítő saját vállalkozását vezette. 2003-ban felkérték, hogy vegyen részt a Columbia balesetét vizsgáló bizottság munkájában is.
2012. július 23-án hasnyálmirigyrákban hunyt el a kaliforniai, La Jolla-i otthonában.

## Repülések

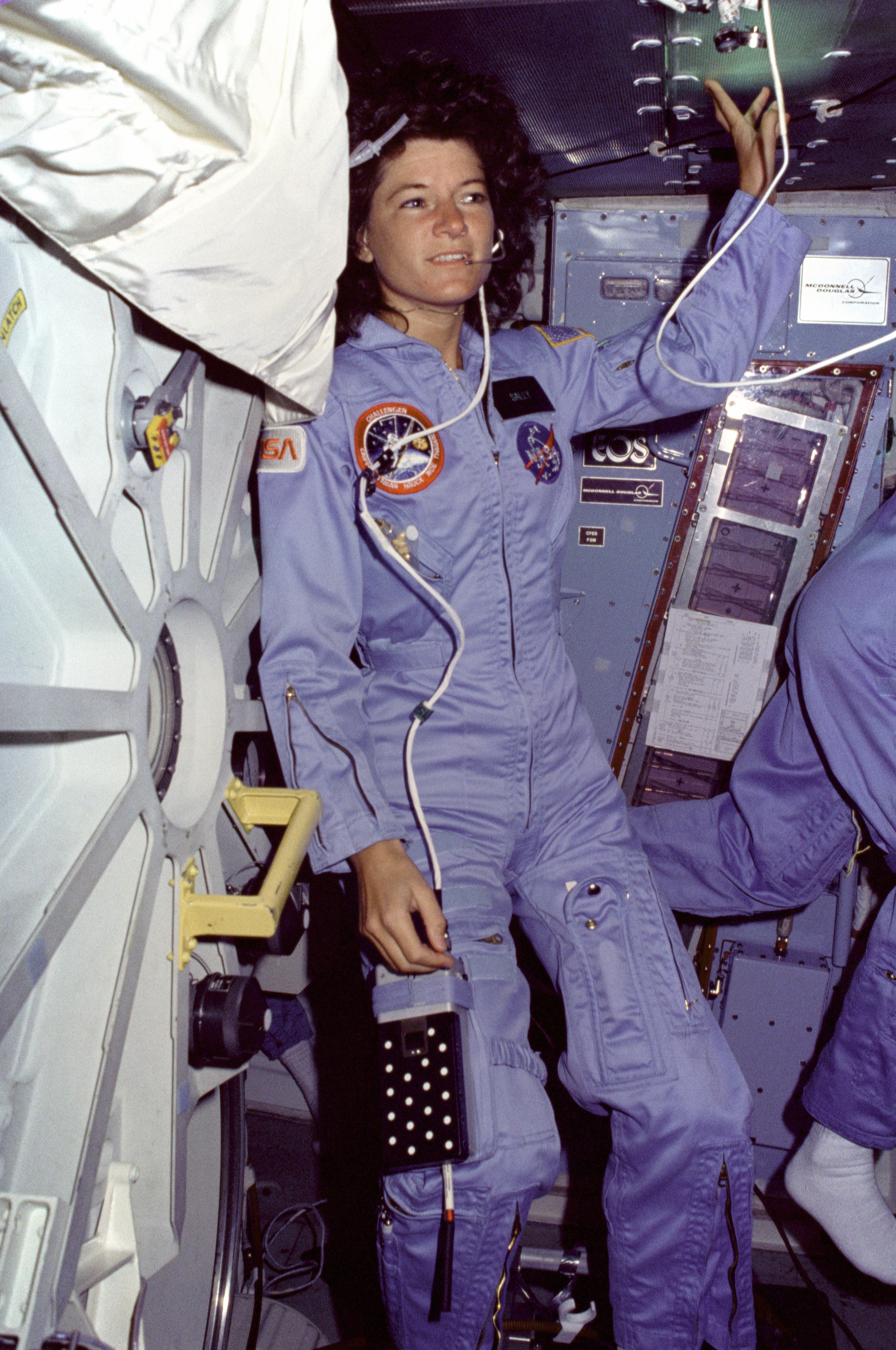
A Challenger fedélzetén 1983-ban

- STS–7, a Challenger űrrepülőgép 2. repülésének küldetésfelelőse. Legfőbb feladata az Anik C–2, az Palapa–B–1, valamint az SPAS–01 műholdak pályairányba helyezése a Canadarm segítségével. 40 órás üzemidő után a Canadarm segítségével visszanyerték a SPAS–01-et, amit visszahoztak a Földre. Első űrszolgálata alatt összesen 6 napot, 2 órát és 23 percet (147 óra) töltött a világűrben. 4 072 553 kilométert repült, 97 alkalommal kerülte meg a Földet.
- STS–41–G, Challenger űrrepülőgép 6. repülésének küldetésfelelőse. Egy műholdat állítottak pályairányba. Több technikai és egyéb, kutatási, kísérleti programot hajtott végre. Filmre vették a teljes szolgálatot, amiből dokumentumfilm készült. Második űrszolgálata alatt összesen 8 napot, 5 órát, 23 percet (197 óra) töltött a világűrben. 5 293 847 kilométert repült, 133 alkalommal kerülte meg a Földet.

1983-ban Magyarországon járt az International Astronautical Federation (IAF) Nemzetközi Asztronautikai Szövetség kongresszusán. Ekkor ismerte meg a magyar fejlesztésű Pille dózismérőt, amelynek az akkumulátoros változatát 1984-ben az STS–41–G űrrepülés során magával is vitte a Challenger fedélzetére. A méréssorozat tárgya az volt, hogy előre meghatározott helyekre tett dózismérőket olvastak ki. Minden mérést 3 magasságban (352, 274 és 224 km-en) hajtottak végre, minden magasságban kétszer.

## Magánélete
Mássága csak halála után derült ki, amikor is Tam O'Shaughnessy neve állt a gyászjelentésben, miszerint ő gyászolja élettársát. Később kiderült, hogy már 27 éve voltak együtt. 12-13 évesen ismerkedtek meg, amikor mindketten teniszeztek. Később is tartották a kapcsolatot, és mindig jó barátok voltak, viszont csak 1985-ben alakult át a kapcsolatuk. Sally eldöntötte, hogy nem a melegjogokért fog harcolni, hanem a gyerekekért, ezért is alapította meg a Sally Ride Science-t. Azt, hogy Tammal egy párt alkotnak, csak a barátaikkal és családjukkal osztották meg.

## Kitüntetések
- Tiszteletére a NASA a GRAIL küldetés végét jelentő becsapódás helyszínét a Holdon róla nevezte el. Sally Ride tevékenyen részt vett a küldetés munkájában.[16]
- 2013-ban megkapta az Elnöki Szabadság-érdemrendet, amit Tam vett át Obama elnöktől. Ez a legmagasabb fokozat, amit egy amerikai állampolgár elérhet élete során.

## Írásai
- Ride, Sally. Single Room, Earth View (expository essay). Sally Ride
- Ride, Sally; Okie, Susan. To Space and Back. New York: HarperTrophy, 96 pages. o. (1989). ISBN 0-688-09112-1. Hozzáférés ideje: 2007. október 6.
- Ride, Sally; O'Shaughnessy, Tam E.;. The Mystery of Mars. [New York]: Crown, 48 pages. o. (1999). ISBN 0-517-70971-6. Hozzáférés ideje: 2007. október 6.
- Ride, Sally; O'Shaughnessy, Tam E.. Exploring our Solar System. New York: Crown Publishers, 112 pages. o. (2003). ISBN 0-375-81204-0. Hozzáférés ideje: 2007. október 6.
- Ride, Sally; O'Shaughnessy, Tam E.. The Third Planet: Exploring the Earth from Space. Sally Ride Science, 48 pages. o. (2004). ISBN 0-9753920-0-X. Hozzáférés ideje: 2007. október 6.
- Sally Ride Science. What Do You Want to Be? Explore Space Sciences. Sally Ride Science, 32 pages. o. (2004). ISBN 0-9753920-1-8. Hozzáférés ideje: 2007. október 6.
- Ride, Sally; O'Shaughnessy, Tam E.;. Voyager: An Adventure to the Edge of the Solar System. Sally Ride Science, 40 pages. o. (2005). ISBN 0-9753920-5-0. Hozzáférés ideje: 2007. október 6.
- Ride, Sally; Goldsmith, Mike. Space (Kingfisher Voyages). London: Kingfisher, 60 pages. o. (2005). ISBN 0-7534-5910-8. Hozzáférés ideje: 2007. október 6.
- Ride, Sally; O'Shaughnessy, Tam E.;. Mission planet Earth: our world and its climate—and how humans are changing them. New York: Flash Point/Roaring Brook Press, 80. o. (2009). ISBN 1-59643-310-8
- Ride, Sally; O'Shaughnessy, Tam E.;. Mission—save the planet: things you can do to help fight global warming. New York: Roaring Brook Press, 64. o. (2009). ISBN 1-59643-379-5

## A popkultúrában
Rácz Zsuzsa Nesze Neked Terézanyu! című regényében Kéki Kata gondolja: „Ennyi erővel akár azt is mondhatnám, én vagyok az első magyar női űrhajós. The Hungarian Sally Ride.”